# 鳴子温泉駅
鳴子温泉駅（なるこおんせんえき）は、宮城県大崎市鳴子温泉字湯元にある、東日本旅客鉄道（JR東日本）陸羽東線の駅である。
鳴子温泉の玄関口である。陸羽東線の運行上の要となる駅であり、一部の列車を除いて当駅で折り返しとなる。

## 歴史
- 1915年（大正4年）4月18日：鳴子駅（なるごえき）として開業[3]。
- 1971年（昭和46年）
  - 3月4日：構内に鳴子温泉総合案内所が新築完成する[4]。
  - 11月30日：小口扱い貨物および荷物の扱いを廃止[3]。
- 1984年（昭和59年）2月1日：荷物の扱いを廃止[3]。
- 1987年（昭和62年）4月1日：国鉄分割民営化により、東日本旅客鉄道（JR東日本）の駅となる[3]。
- 1991年（平成3年）12月20日：駅舎の改築が完成[5]。
- 1997年（平成9年）3月22日：鳴子温泉駅（なるこおんせんえき）に改称[新聞 1]。
- 2002年（平成14年）：東北の駅百選に選定される。
- 2007年（平成19年）4月：観光案内所の職員を観光駅長に任命。
- 2014年（平成26年）4月1日：ICカード「Suica」が利用開始となる[報道 1]。
- 2018年（平成30年）9月1日：業務委託化（JR東日本東北総合サービスが受託）。鳴子温泉駅長・助役を廃止し、古川駅長管理下になる[6]。
- 2022年（令和4年）
  - 11月30日：みどりの窓口の営業を終了[7]。
  - 12月1日：指定席券売機を導入[7]。
- 2024年（令和6年）
  - 3月16日：業務委託を解除し、再直営化。早朝夜間駅員不在となる、
  - 10月1日：えきねっとQチケのサービスを開始[1][報道 2]。

## 駅構造
単式ホーム1面1線（1番線）と島式ホーム1面2線（2・3番線）、計2面3線のホームを持つ地上駅である。互いのホームは跨線橋で連絡している。隣接して乗務員宿泊所が設置されており、夜間滞泊が設定されている。
小牛田統括センター（古川駅）が管理する直営駅。日中のみ駅員が配置される。かつては駅長・助役が配置され、旧・鳴子町内の各駅（川渡温泉駅 - 中山平温泉駅間）を管理していた。自動券売機、指定席券売機、簡易Suica改札機が設置されている。駅舎内に観光案内所があり、散策用に下駄を貸し出したり、下駄手形を販売するほか、駅レンタカー業務を受託している。また、案内所の女性職員が観光駅長を兼務する。駅舎は、当時の地元鳴子町の要望に応えて1991年（平成3年）6月に着工し、12月20日に完成したもので、小劇場やコミュニティ施設が併設されている。鉄筋コンクリート2階建て延べ床面積約622平方メートルあり、このうち約3分の2が地元の施設扱いである。この駅舎の特徴から、「湯煙りに包まれた、温泉町の情報発信駅」として鳴子駅は東北の駅百選に選定された。
駅構内にヒノキ造りの浴槽の足湯「ぽっぽの足湯」がある。

### のりば
| 番線 | 路線      | 方向 | 行先             | 備考         |
| ---- | --------- | ---- | ---------------- | ------------ |
| 1・2 | ■陸羽東線 | 上り | 古川・小牛田方面 | おもに1番線  |
| 3    | ■陸羽東線 | 下り | 新庄方面         | 一部1・2番線 |

- 快速「湯けむり」は1番線

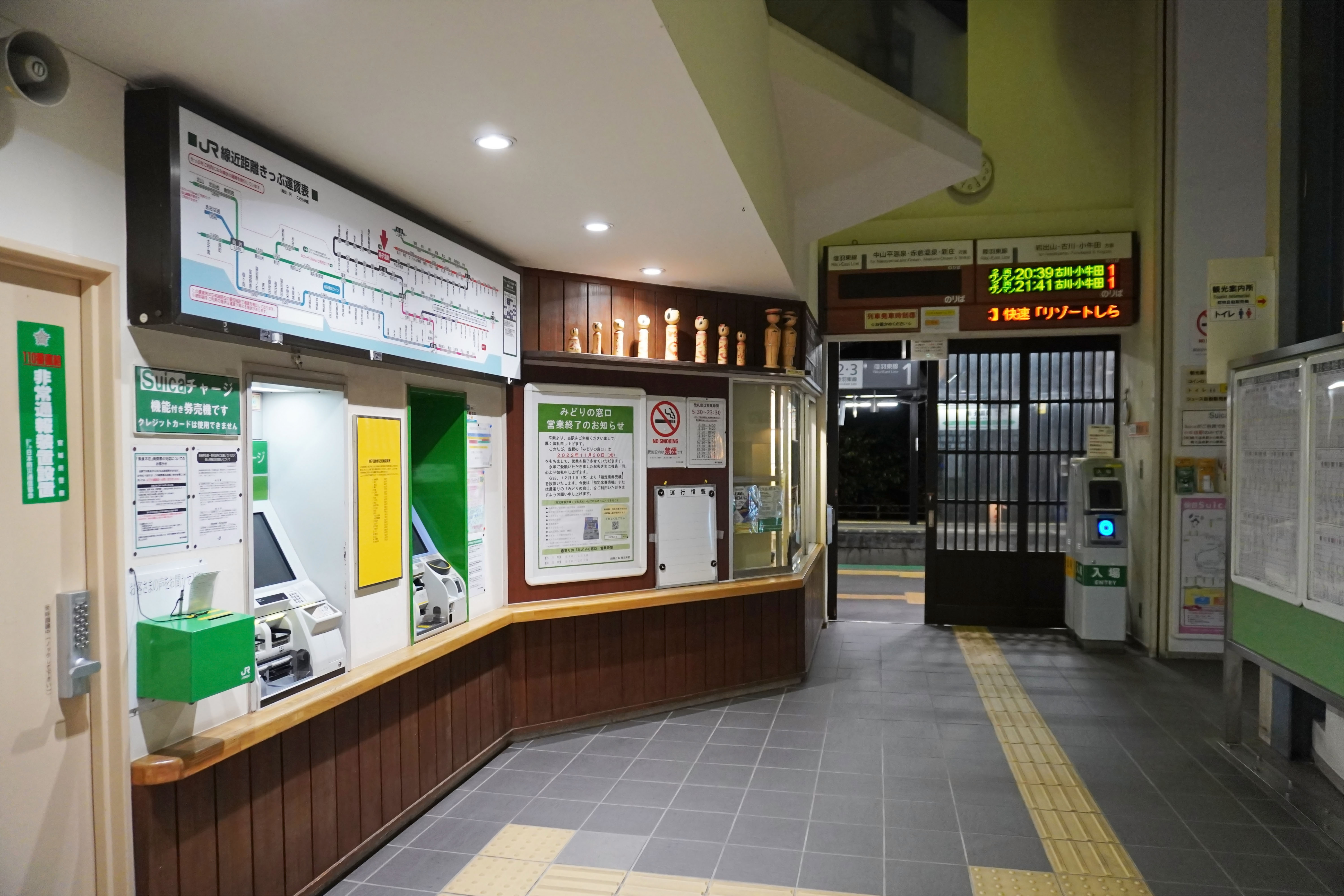
改札口（2023年7月）
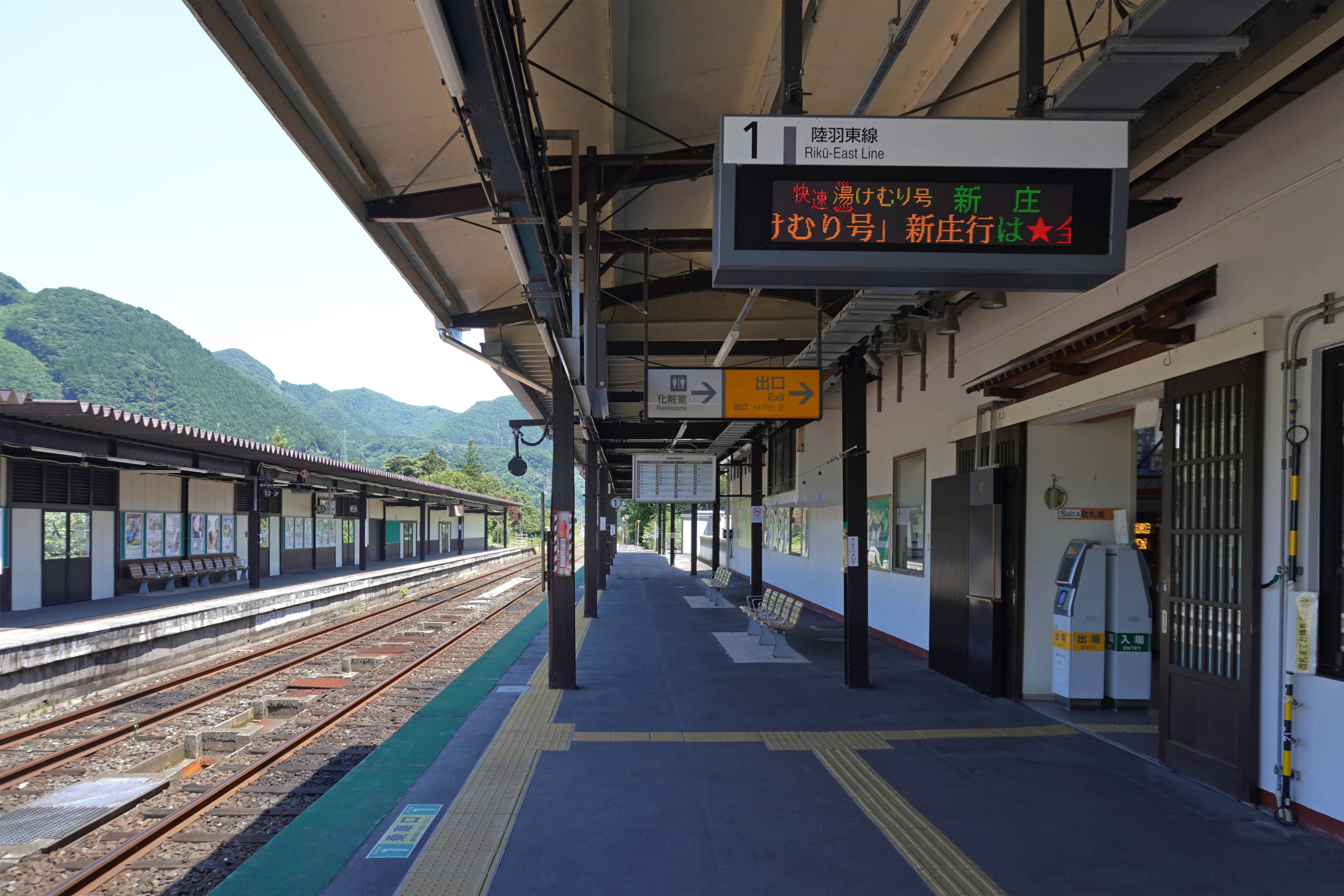
1番線ホーム（2023年7月）
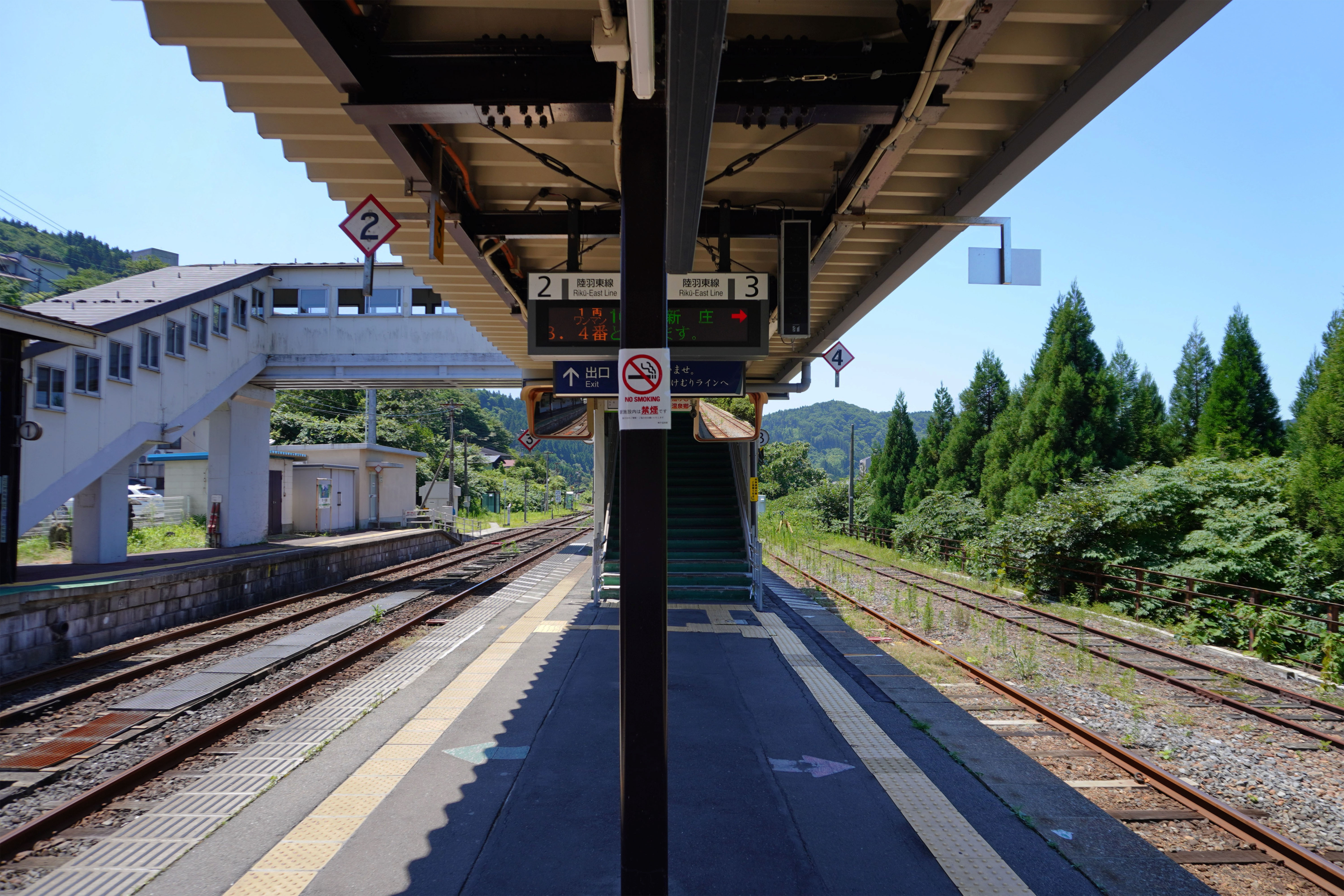
2・3番線ホーム（2023年7月）
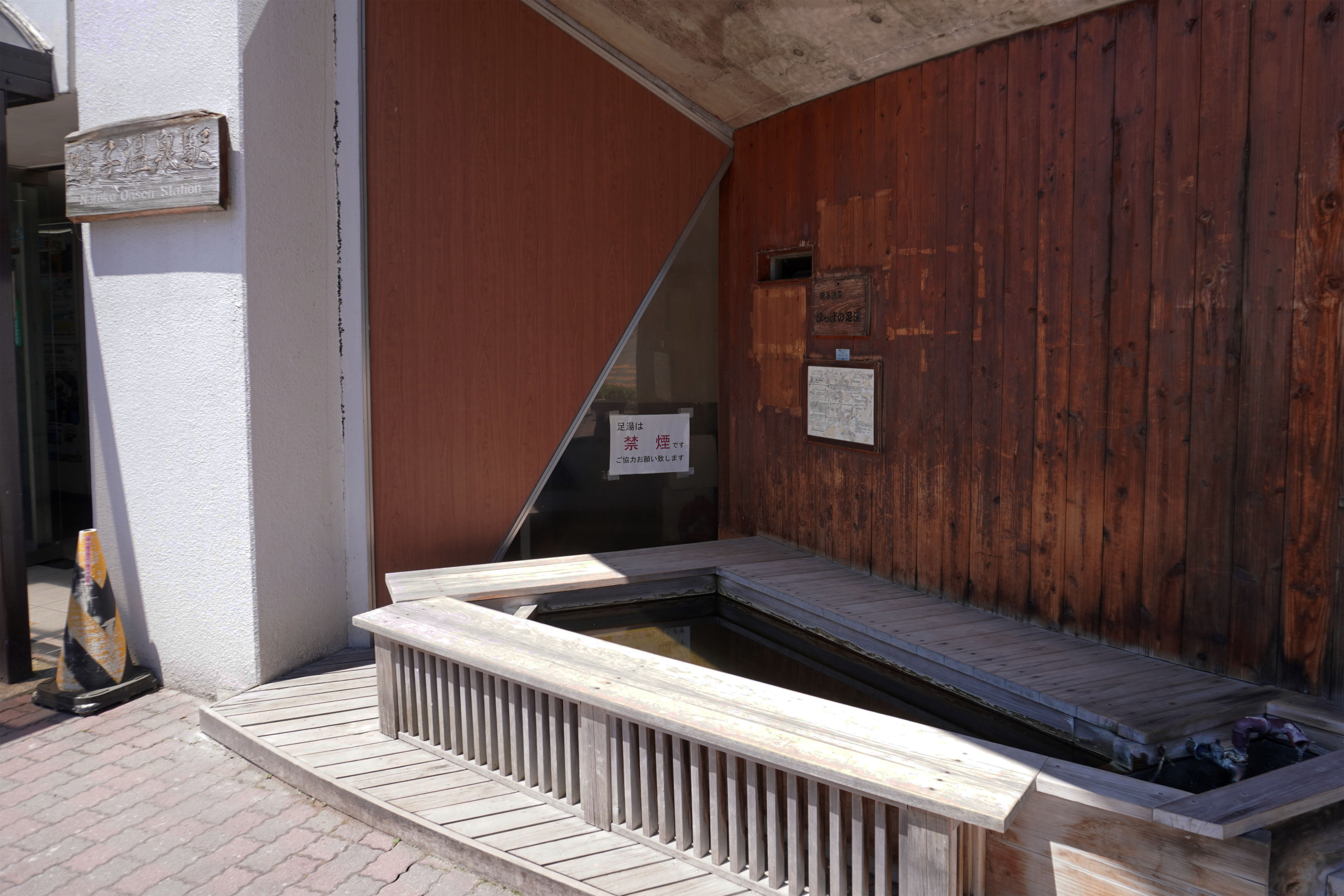
足湯「ぽっぽの足湯」（2023年7月）
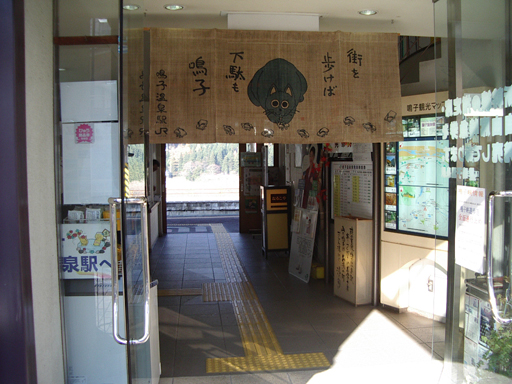
駅にある暖簾（2007年11月）

## 利用状況
JR東日本によると、2023年度（令和5年度）の1日平均乗車人員は168人である。
2000年度（平成12年度）以降の推移は以下のとおりである。
| 1日平均乗車人員推移 | 1日平均乗車人員推移 | 1日平均乗車人員推移 | 1日平均乗車人員推移 | 1日平均乗車人員推移 |
| 年度                | 定期外              | 定期                | 合計                | 出典                |
| ------------------- | ------------------- | ------------------- | ------------------- | ------------------- |
| 2000年（平成12年）  |                     |                     | 464                 | [ 利用客数 2 ]      |
| 2001年（平成13年）  |                     |                     | 439                 | [ 利用客数 3 ]      |
| 2002年（平成14年）  |                     |                     | 433                 | [ 利用客数 4 ]      |
| 2003年（平成15年）  |                     |                     | 409                 | [ 利用客数 5 ]      |
| 2004年（平成16年）  |                     |                     | 394                 | [ 利用客数 6 ]      |
| 2005年（平成17年）  |                     |                     | 376                 | [ 利用客数 7 ]      |
| 2006年（平成18年）  |                     |                     | 387                 | [ 利用客数 8 ]      |
| 2007年（平成19年）  |                     |                     | 387                 | [ 利用客数 9 ]      |
| 2008年（平成20年）  |                     |                     | 354                 | [ 利用客数 10 ]     |
| 2009年（平成21年）  |                     |                     | 312                 | [ 利用客数 11 ]     |
| 2010年（平成22年）  |                     |                     | 274                 | [ 利用客数 12 ]     |
| 2011年（平成23年）  |                     |                     | 246                 | [ 利用客数 13 ]     |
| 2012年（平成24年）  | 147                 | 112                 | 259                 | [ 利用客数 14 ]     |
| 2013年（平成25年）  | 163                 | 116                 | 279                 | [ 利用客数 15 ]     |
| 2014年（平成26年）  | 156                 | 107                 | 264                 | [ 利用客数 16 ]     |
| 2015年（平成27年）  | 146                 | 88                  | 235                 | [ 利用客数 17 ]     |
| 2016年（平成28年）  | 146                 | 80                  | 226                 | [ 利用客数 18 ]     |
| 2017年（平成29年）  | 153                 | 76                  | 229                 | [ 利用客数 19 ]     |
| 2018年（平成30年）  | 138                 | 77                  | 216                 | [ 利用客数 20 ]     |
| 2019年（令和元年）  | 127                 | 82                  | 209                 | [ 利用客数 21 ]     |
| 2020年（令和02年）  | 78                  | 57                  | 136                 | [ 利用客数 22 ]     |
| 2021年（令和03年）  | 88                  | 49                  | 138                 | [ 利用客数 23 ]     |
| 2022年（令和04年）  | 103                 | 53                  | 157                 | [ 利用客数 24 ]     |
| 2023年（令和05年）  | 111                 | 56                  | 168                 | [ 利用客数 1 ]      |

## 駅周辺
駅前広場がある。商店などがある。住宅は川沿いに多い。
- 大崎市鳴子総合支所（旧・鳴子町役場）
- 鳴子郵便局
- 鳴子温泉
- 国道47号
- 国道108号
- 七十七銀行鳴子支店（2023年〈令和5年〉6月26日に岩出山支店の店舗内店舗となる[新聞 2]）
- 大崎市立鳴子小学校（廃校）

## 隣の駅
東日本旅客鉄道（JR東日本）
■陸羽東線
- 臨時快速「湯けむり号」停車駅

鳴子御殿湯駅 - 鳴子温泉駅 - 中山平温泉駅